# Beaufort (Luxembourg)
Beaufort (luxembourgsk: Beefort) er en kommune og et byområde i Luxembourg. Kommunen, som har et areal på 13,74 km², ligger i kantonen Echternach i distriktet Grevenmacher. I 2005 havde kommunen 1.774 indbyggere. 

## Galleri
- Beaufort
- Rådhuset i Beaufort
- Beaufort Slot